# Lutherkirche (Düren)
Die Lutherkirche war eine evangelische Kirche in Düren, Nordrhein-Westfalen.
Die Kirche stand in der Dürener Altstadt in der Nähe der Annakirche. Das Eingangsportal befand sich am Steinweg. Sie diente zuerst der kleinen lutherischen Gemeinde zu Düren, später den unierten Protestanten als Gottesdienststätte.
Die Kirche wurde zwischen 1774 und 1779 durch Heinrich Euler aus Jülich erbaut. Sie war nord-südlich ausgerichtet und nicht geostet, was wohl auf die verwinkelte Altstadt zurückzuführen ist.
Beim Luftangriff vom 16. November 1944 wurde das Gotteshaus nebst der benachbarten gotischen Annakirche völlig zerstört und nicht wiederaufgebaut.

## Kirchenmusiker
- Ferdinand Schmidt (1883–1952)